# Neot
Neot ou Néot est un moine et ermite anglais qui aurait vécu au IXe siècle dans la région des Cornouailles. Il est l'objet d'un culte dès la fin de la période anglo-saxonne et reste un saint populaire en Angleterre tout au long du Moyen Âge. Il a donné son nom au village cornique de St Neot et à la ville de St Neots, dans le Cambridgeshire.

## Biographie
La première source qui mentionne Neot est l'Histoire du roi Alfred, une biographie du roi Alfred le Grand rédigée en 893 par le moine gallois Asser. Il ne fait qu'indiquer en passant que la dépouille de « saint Niot » repose dans une église près de laquelle le roi se trouve à chasser un jour. Cet événement prenant place en 878, Asser implique que Neot est mort avant cette date.
Le premier récit de la vie de Neot est la Vita prima sancti Neoti, une hagiographie du milieu du XIe siècle. Son auteur est inconnu, mais le texte permet d'affirmer que c'est un natif des Cornouailles dont la langue maternelle est le cornique. D'après cette Vita, Neot est un Anglais dont la carrière religieuse débute à l'abbaye de Glastonbury. Il se fait ensuite ermite dans la lande de Bodmin Moor (en), ne quittant son ermitage que le temps d'un pèlerinage à Rome. L'hagiographe rapporte également une rencontre entre Neot et Alfred le Grand, à qui il accorde sa bénédiction après l'avoir blâmé pour ses péchés. Après sa mort, le saint serait apparu en rêve à Alfred pour lui promettre la victoire à la bataille d'Edington.

## Culte

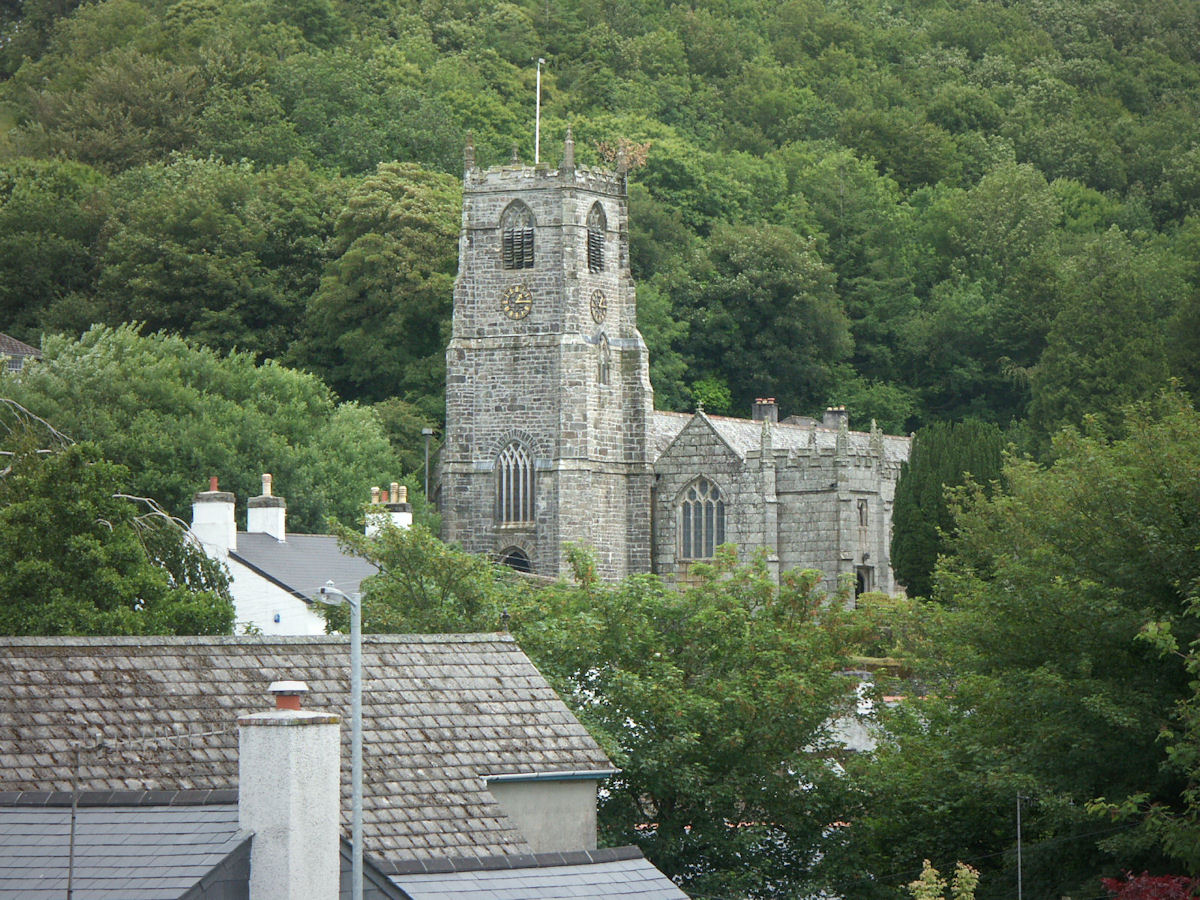
L'église de St Neot.

Neot est fêté le 31 juillet, jour anniversaire de sa mort. Le centre de son culte est d'abord le village de St Neot, situé près de son ermitage. Par la suite, ses reliques sont transférées dans une abbaye située à Eynesbury, dans le Huntingdonshire, qui prend son nom et forme le noyau de la ville de St Neots. Cette translation, célébrée le 7 décembre à St Neots, prend place entre 980 et 1014 environ.
D'après la Vita prima sancti Neoti, le saint serait apparu dans un rêve au sacristain de l'église de St Neot pour lui ordonner de dérober ses reliques. Le sacristain s'exécute et s'enfuit, pourchassé par les habitants du village. Il se réfugie auprès d'un couple de riches propriétaires terriens, Æthelric et Æthelflæd, qui financent la construction d'une église à St Neots pour y entreposer les reliques de Neot. Ce récit est globalement cohérent avec les sources historiques, même si les fondateurs de l'abbaye d'Eynesbury s'appellent en réalité Leofric et Leofflæd.
Le culte de Neot se répand dans le reste de l'Angleterre et sur le continent. À partir du XIe siècle, l'abbaye de Crowland, dans le Lincolnshire, affirme détenir une partie de ses reliques. L'abbaye de St Neots est refondée après la conquête normande de l'Angleterre sous la forme d'un prieuré bénédictin (en) avec l'aide de moines de l'abbaye du Bec, en Normandie. L'abbé Anselme, futur archevêque de Cantorbéry, offre à cette occasion une relique de Neot à l'abbaye du Bec.
Un moine du Bec rédige une seconde hagiographie de Neot au XIIe siècle. Ce texte rapporte toutes sortes de miracles attribués au saint qui sont directement repris des hagiographies de divers saints irlandais. Neot aurait ainsi appelé des cerfs pour qu'ils tirent sa charrue après le vol de ses bœufs, et le poisson pêché dans un étang près de son ermitage aurait été perpétuellement restauré par la grâce divine. Ces légendes sont le sujet d'une série de vitraux installés dans l'église de St Neot en 1528.
La commune française de Plénée-Jugon, en Bretagne, devrait aussi son nom à Neot.[réf. nécessaire]